# Santos Futebol Clube de Angola
Il Santos Futebol Clube de Angola, meglio noto come Santos, è una società calcistica angolana con sede nella città di Viana. Milita nel Girabola, la massima divisione del campionato angolano.

## Storia
Il club è stato fondato nel 2002 e trae ispirazione dell'omonima squadra brasiliana. Nel 2009 si è qualificato per la prima volta nella sua storia a una competizione continentale, la Coppa della Confederazione CAF, dove è stato eliminato alla fase a gironi.

## Palmarès

### Competizioni nazionali
- Taça de Angola: 1

2008
- Supercoppa d'Angola: 1

2009